# Quimioatrayente
Los llamados quimioatrayentes son sustancias orgánicas o inorgánicas que poseen efecto inductor de quimiotaxis en células móviles. El efecto del quimioatrayente se obtiene a través de los receptores quimiotácticos a través de receptores hipotéticos quimiotactivos, los elementos quimioatrayentes de un ligando son específicos de una células objetivo y dependiente de la concentración. Los qumioatrayentes más investigados son los formil péptidos y las quimioquinas. Los quimiorrepelentes son sustancias que expresan efectos migratorios contrarios a los quimioatrayentes.